# FC Birsfelden
Der FC Birsfelden ist ein Basler Fussballverein und wurde am 1. Juli 1920 gegründet. Die Vereinsfarben sind Blau-Weiss.
Die Heimat des FC Birsfelden ist das Sternefeld. Das Stadion besteht aus einer Westtribüne mit 400 Plätzen, unter der auch die Garderoben untergebracht sind. Zudem hat es rund um das Stadion noch weitere 9000 Stehplätze.
Für den Trainingsbetrieb und Spiele im Winter steht noch ein Nebenplatz aus Kunstrasen zur Verfügung.

## Geschichte
Der Verein wurde am 1. Juli 1920 von den Herren Bertoni, Heumesse, Gottlieb Krattiker, Gustav Scheuber und Theodor von Arx gegründet. Zunächst wurde auf einem Platz in der Fasanenstrasse gespielt. Danach zog man ins sogenannte Hardeck beim Burenweg. Ab 1922 trug der FC Birsfelden seine Spiele auf dem Stieracker aus, der später dem Rheinparkschulhaus Platz machen musste.
1922 spielte der Verein das erste Mal in der Meisterschaft. Er startete in der Serie C und konnte prompt seinen ersten Titel gewinnen. Doch es war nicht die 1. Mannschaft, sondern die 2. Mannschaft, die 1922 kantonaler Meister wurde. In der Saison 1925/26 konnte dann auch die 1. Mannschaft ihren ersten Erfolg feiern, sie stieg in die Serie B auf. 1930 folgte dann der Aufstieg in die Promotionsklasse.
Im Jahre 1932 konnte der Verein zum ersten Mal gegen eine Schweizer Spitzenklub antreten. Im Schweizer-Cup trafen sie auf den FC Lugano. Doch der FC Lugano wollte sich die Mühe nicht mache, nach Birsfelden zu reisen. Nach einer Entschädigungszahlung verzichtete der FC Birsfelden auf sein Heimrecht und fuhr mit 13 Spielern und 2 Betreuern auf Lugano. Das Spiel endete 2:0 für den FC Lugano.
1936 konnte der Verein einen weiteren Titel seiner Sammlung hinzufügen – Der FC Birsfelden wurde kantonaler Meister der Serie II.
1937 erlitt der FC Birsfelden seinen ersten Tiefschlag, es war jedoch kein sportlicher! Beim Spiel gegen den BSC Old Boys weigerten sich die auswärtigen Fans Eintritt zu bezahlen, worauf es zu tätlichen Angriffen auf die Geldeinzüger kam. Aufgrund dieses Ereignisses beschloss der Vorstand von nun an bei der Platzorganisation den Boxclub Birsfelden beizuziehen.
1938 folgte dann ein weiterer Titel. Der FC Birsfelden gewann den Baselbieter-Cup.
1940 spielte die 1. Mannschaft dann das erste Mal in der ersten Liga und holte den Fairness-Preis, obschon der Verein in den Kriegsjahren viel Mühe hatte eine gute Mannschaft zu stellen, da viele Spieler zum Grenzdienst aufgeboten wurden.
1942 tätigte der Verein dann ihren ersten grossen Transfer. Der Birsfelder Torhüter Walter Müller wurde für die Summe von 2500.- CHF an den FC Basel verkauft.
Im Jahre 1944 wechselten dann auch 'Gulle' Mauerer und 'Schaggi' Grieder vom FC Birsfelden zum FC Basel. Maurer schafften dann beim FC Basel auch tatsächlich auch seinen Durchbruch und spielte sogar in der Schweizer Fussballnationalmannschaft.
1948 wurden dann der Steinacker umzäunt und in den darauf folgenden Jahren zu einer richtigen Sportstätte umgebaut. Die offizielle Einweihung des neuen Platzes folgten im Jahre 1951.
1952 stieg dann die 1. Mannschaft in die 2. Liga ab. Doch drei Jahre später errang man den ersten Platz in der 2. Liga und gewann das Aufstiegsspiel gegen US Losone und den FC Turgi. Der FC Birsfelden spielte dann bis 1958 wieder in der 1. Liga.
In den Jahren 1960 und 1962 gewann der FC Birsfelden den Basler-Cup und 1963 wurde der Verein Regionalmeister der 2. Liga.
1965 hatte dann die Sportstätte Steinacker ausgedient. Die Sportanlage Sternenfeld wurde eingeweiht.
Zurzeit spielt die 1. Mannschaft des FC Birsfelden in der 2. Liga. Zudem spielen noch weitere 15 Mannschaften (1 weitere Aktivmannschaften und eine Seniorenmannschaft und 13 Jugendmannschaften) für den FC Birsfelden.

## Erfolge
- 2× kantonaler Meister (je einmal Serie C und Serie II): 1922, 1936
- 1× Baselbieter-Cup-Sieger: 1938
- 2× Aufstieg in die 1. Liga: 1940, 1955
- 2× Basler-Cup-Sieger: 1960, 1962